# Alakamisy Ambohijato
Alakamisy Ambohijato is een plaats en commune in het centrum van Madagaskar, behorend tot het district Ambositra, dat gelegen is in de regio Amoron'i Mania. Tijdens een volkstelling in 2001 telde de plaats 8.200 inwoners.
De plaats biedt naast lager onderwijs ook middelbaar onderwijs aan. 98,9 % van de bevolking werkt als landbouwer en 0,5 % houdt zich bezig met veeteelt en 0,1 % verdient zijn brood als visser. De belangrijkste landbouwproducten zijn rijst en aardappelen; andere belangrijke producten zijn maniok en zoete aardappelen. Verder is 0,5% actief in de dienstensector.